# Donorejo (Kaligesing)
Donorejo is een bestuurslaag in het regentschap Purworejo van de provincie Midden-Java, Indonesië. Donorejo telt 3037 inwoners (volkstelling 2010).